# Eleutherocarpida
Eleutherocarpida є підрядом медуз в класі Scyphozoa ряду Stauromedusae.

## Опис
До підряду відносять медуз у шлунку яких наявні 4 прості перирадіальні кармани. Підряд містить три родини, вісім родів та 25 видів; іноді його також позначають назвою Haliclystida. Haliclystus, що є типовим родом родини, може бути знайдений навколо Британських островів. Для нього характерне стебло прикріплення з чотирма перирадіальними камерами, чаша з вісьмома добре розвинутими крайовими долями (або лопастями), розташованими на однаковій відстані одна від одної, та корональний мускул, розділений на вісім окремих секцій.

## Класифікація

### Родина Lucernariidae
Ця родина містить три роди, Haliclystus, Lucernaria та Stenoscyphus, з п'ятнадцятьма видами в них. Всі види родини водяться в водах навколо Японії. Для родини характерна наявність восьми пучків щупалець, стебло, прикріплене до субстрату, поділене на чотири відокремлені камери, на кілька камер поділяється також і шлунок.

### Родина Kishinouyeidae
Родина складається з трьох родів — Kishinouyea, Lucernariopsis, Sasakiella — кожний з яких містить по два види. Ця родина дуже схожа на Lucernariidae, відрізняючись тим, що розвиток молодої медузи супроводжується зростанням інтрарадіальних септ. Забарвлення цих тварин зазвичай збігається з кольором субстрату, який їх оточує.

### Родина Lipkeidae
До складу родини входить один рід, Lipkea, в якому об'єднані три види. Це єдиний рід ряду, у якого наявні і перирадіальні та інтеррадіальні крайові долі купола. Купол в цих видів від 7 до 8 мм завширшки і близько 4 мм заввишки, всередині нього розташовані овальні мукозні залози. Нижня поверхня купола ввігнута, центрально розташований рот виступає над нижньою поверхнею купола і оточений чотирма виступами — «губами». Всі три види спостерігаються дуже рідко.

## Родина Kyopiidae
До родини входить один рід, Kyopoda з єдиним видом Kyopoda lamberti. Це найновіший описаний вид ряду Stauromedusae, який був знайдений у прибережних водах Японії в 1988 році. Зазвичай в цьому ряді шлунок та гонади розташовані в куполі (чаші). Але у медузи Kyopoda lamberti вони знаходяться у пухлиноподібному утворенні біля основи прикріплюючого стебла. Систематичне положення та еволюційні зв'язки всередині ряду для цієї родини наразі невідомі.